# Friedrich Bezold
Friedrich Bezold (Rothenburg ob der Tauber, 9 febbraio 1842 – 5 ottobre 1908) è stato un medico tedesco.
Conosciuto per lo sviluppo di un test uditivo con diapason. Fu anche il primo medico a fornire una chiara comprensione dei mastoiditi.